# Peroz (Kidarite)
Pour les articles homonymes, voir Peroz.
Peroz (moyen perse : 𐭯𐭩𐭫𐭥𐭰 ; Écriture gupta :  Pi-ro-ysa, signifiant « Le victorieux ») ou Peroz III, est un important dirigeant du royaume kidarite des Huns rouges, qui remplace alors les Indo-Sassanides, au Nord-Ouest de l'actuelle Inde et Est de l'actuel Pakistan, sur les territoires du Kushanshahr (en), Gandhara, Cachemire et Punjab.
Il fait suite à Kidara, le fondateur présumé de la dynastie, et remplacé par Kidara I.